# المبرد
أبو العباس محمد بن يزيد بن عبد الأكبر المعروف بالمُبَرَّد ينتهي نسبه بثمالة، وهو عوف بن أسلم من الأزد. (ولد 10 ذو الحجة 210 هـ/825م، وتوفي عام 285 هـ/899م)، أحد العلماء الجهابذة في علوم البلاغة والنحو والنقد، عاش في العصر العباسي في القرن الثالث الهجري (التاسع الميلادي).
كان المبرِّد واحدا من العلماء الذين تشعبت معارفهم، وتنوعت ثقافاتهم لتشمل العديد من العلوم والفنون، وإن غلبت عليه العلوم البلاغية والنقدية والنحوية، فإن ذلك ربما كان يرجع إلى غيرته الشديدة على قوميته العربية ولغتها وآدابها في عصر انفتحت فيه الحضارة العربية على كل العلوم والثقافات، وظهرت فيه ألوان من العلوم والفنون لم تألفها العرب من قبل.
ولد المبرد بالبصرة، ولقب بالمبرد قيل: لحسن وجهه، وقيل: لدقته وحسن جوابه، ونسبه بعضهم إلى البردة تهكما، وذلك غيرة وحسدا.
تلقى العلم في البصرة على يد عدد كبير من أعلام عصره في اللغة والأدب والنحو منهم: أبو عمر صالح بن إسحاق الجرمي، وكان فقيها عالما بالنحو واللغة، وأبو عثمان بكر بن محمد بن عثمان المازني الذي وصفه «المبرد» بأنه كان «أعلم الناس بالنحو بعد سيبويه»، كما تردد على الجاحظ أبو عثمان عمرو بن بحر، وسمع منه وروى عنه حتى عد من شيوخه، وأخذ عن أبي حاتم السجستاني، وكان من كبار علماء عصره في اللغة والشعر والنحو، كما تلقى عن التوزي -أبو محمد عبد الله بن محمد-، وكان من أعلم الناس بالشعر.

## تلاميذه
وقد تلقى عنه عدد كبير من الأدباء والأعلام، منهم: الزَّجَّاج والصولي ونفطويه النحوي وأبو علي الطوماري وابن السراج والأخفش الأصغر وأبو علي إسماعيل الصفار وأبو الطيب الوشاء وابن المعتز العباسي وأبو الحسين بن الجزار وابن درستويه وأبو جعفر النحاس، وأبو بكر الخرائطي، وأبو سهل القطان وأحمد بن مروان الدينوري وغيرهم. كان الزجاج أكثر تلاميذ المبرد ملازمة له وأغزرهمم رواية عنه، وهو أول تلميذ للمبرد في بغداد.
عدة.

## شهرته
بعد وفاة المازني صار المبرد زعيم النحويين بلا منازع وإمام عصره في الأدب واللغة من بعد شيخه، واختصه كثير من أعيان البلاد لتأديب أبنائهم. وبالرغم من أنه عاصر تسعة من الخلفاء العباسيين إلا أنه لم يتصل إلا بواحد منهم هو المتوكل.

### قصته مع المتوكل
جاء خبر قدومه عليه في قصة لطيفة، وذلك أن المتوكل قرأ يوما في حضرة الفتح بن خاقان قول الله تعالى: 
وَمَا يُشعِرُكم أنها إذا جاءت لا يؤمنون الأنعام 109
```
بفتح همزة (أن)، فقال له الفتح: إنها يا سيدي بالكسر، وصمم كل منهما على أنه على صواب، فتبايعا على عشرة آلاف درهم يدفعها من لا يكون الحق في جانبه. فتحاكما إلى 
يزيد بن محمد المهلبي
، وكان صديقا للمبرد، ولكنه خاف أن يسخط أيا منهما، فأشار بتحكيم المبرد، فلما استدعاه الفتح وسأله عنها قال: 
«
إنها بالكسر، وهو الجيد المختار، وذكر تفسير ذلك والأدلة عليه
»
.
```

فلما دخلوا على المتوكل سأله عنها، فقال: «يا أمير المؤمنين، أكثر الناس يقرءونها بالفتح»، فضحك المتوكل وضرب رجله اليسرى، وقال: «أحضر المال يا فتح».
فلما خرجوا من عنده عاتبه الفتح فقال المبرد: «إنما قلت: أكثر الناس يقرءونها بالفتح، وأكثرهم على الخطأ، وإنما تخلصت من اللائمة، وهو أمير المؤمنين».
وتوثقت صلته بالفتح الذي أعجب بعلمه وذكائه وغزارة علمه وحسن حديثه؛ فكان كل منهما يحرص على ود صاحبه، ويقدر له مكانته.

### علاقته مع ثعلب
كان المبرد زميلا لأبي العباس أحمد بن يحيى المشهور بثعلب. ويتحدث ابن خلكان في وفيات الأعيان عن حب المبرد لمناظرة ثعلب والاستكثار منه وكيف أن ثعلب كان يكره ذلك ويمتنع عنه. ويروي عن أبو القاسم جعفر بن محمد بن حمدان الفقيه الموصلي وكان صديقهما، قال: لأبي عبد الله الدينوري ختن ثعلب: «لم يأب ثعلب الاجتماع بالمبرد؟ فقال: لأن المبرد حسن العبارة حلو الإشارة فصيح اللسان ظاهر البيان، وثعلب مذهبه مذهب المعلمين، فإذا اجتمعا في محفل حكم للمبرد على الظاهر إلى أن يعرف الباطن.»

### أقوال العلماء فيه
وثقه العلماء وأصحاب الجرح والتعديل؛ فقال عنه الخطيب البغدادي:«كان عالما فاضلا موثوقا في الرواية». وقال ابن كثير: «كان ثقة ثبتا فيما ينقله». وقال القفطي: «كان أبو العباس محمد بن يزيد من العلم وغزارة الأدب، وكثرة الحفظ، وحسن الإشارة، وفصاحة اللسان، وبراعة البيان، وملوكية المجالسة، وكرم العشرة، وبلاغة المكاتبة، وحلاوة المخاطبة، وجودة الخط، وصحة العزيمة، وقرب الإفهام، ووضوح الشرح، وعذوبة المنطق؛ على ما ليس عليه أحد ممن تقدمه أو تأخر عنه». وقال: ياقوت الحموي: «كان إمام العربية، وشيخ أهل النحو ببغداد، وإليه انتهى علماؤها بعد الجرمي والمازني». وقال: الزبيدي: «كان بارعًا في الأدب وكثرة الحفظ والفصاحة وجودة الخط».
ومدحه عدد من الشعراء، منهم البحتري الذي دعا إلى الاقتباس من أنوار علمه، ووصفه بالكوكب:
كما مدحه ابن الرومي بقصيدة طويلة.

## مؤلفاته
بالرغم من مكانة المبرد الأدبية والعلمية، وغزارة علمه واتساع معارفه، فإنه لم يصلنا من آثاره ومؤلفاته إلا عدد قليل منها:
1. الكامل في اللغة والأدب: وهو من الكتب الرائدة في فن الأدب، وقد طُبع مرات عديدة، وشرحه «سيد بن علي المرصفي» في ثمانية أجزاء كبيرة بعنوان «رغبة الأمل في شرح الكامل».
2. الفاضل: وهو كتاب مختصر يقوم على أسلوب الاختيارات، ويعتمد على الطرائف وحسن الاختيار. نشر بتحقيق من عبد العزيز الميمني.
3. المقتضب: ويقع في ثلاثة أجزاء ضخمة، ويتناول كل موضوعات النحو والصرف بأسلوب واضح مدعَّم بالشواهد والأمثلة.
4. شرح لامية العرب.
5. ما اتفق لفظه واختلف معناه من القرآن المجيد.
6. المذكر والمؤنث.
7. نسب عدنان وقحطان، اعتنى به وحققه الدكتور مقبل التام الأحمدي، وهو أول سلسلة في الأنساب العربيَّة يرعاها الأحمدي بعنوان (سلسلة أنساب العرب)، صدر عن وِزارة الثقافة والسياحة اليمنية، صنعاء 2010.[10]

كما يُنسب إليه عدد آخر من المؤلفات التي لا تزال مخطوطة، مثل:
1. التعازي والمراثي.
2. الروضة.

بالإضافة إلى بعض الكتب الأخرى التي وردت إشارات عنها في عدد من المراجع والمصادر العربية القديمة، ولكنها لم تصل إلينا، مثل:
1. الاختيار: وقد ذكره المبرد في الكامل.
2. الاشتقاق: وذكره ابن خلكان في وفيات الأعيان.
3. الشافي: وقد ورد ذكره في شرح الكافية.
4. الفتن والمحن: ذكره الصولي في أخبار أبي تمام.
5. الاعتناب: ذكره البغدادي في خزانة الأدب.
6. شرح ما أغفله سيبويه: ذكره ابن ولاد في الانتصار لسيبويه على المبرد.